# Білий Тигр (фільм, 1923)
«Білий Тигр» (англ. White Tiger) — американський детектив режисера Тода Броунінга 1923 року.

## Сюжет
Три шахраї здійснюють ідеальний злочин. Оскільки вони змушені ховатися разом вони повільно починають сумніватися один в одному.

## У ролях
- Прісцилла Дін — Сільвія Донован
- Метт Мур — Дік Лонгворт
- Реймонд Гріффіт — Рой Донован
- Воллес Бірі — граф Донеллі
- Альфред Аллен — Майк Донован
- Емметт Кінг — єпископ Вейл